# بير مارتينسن
بير مارتينسن (بالنرويجية البوكمول: Per Martinsen)‏ هو لاعب كرة قدم نرويجي في مركز الدفاع، ولد في 28 أبريل 1936 في فريدريكستاد في النرويج، وتوفي في 12 يناير 2021. شارك مع منتخب النرويج لكرة القدم. أما مع النوادي، فقد لعب مع نادي فريدريكستاد.

## وصلات خارجية
- بير مارتينسن على موقع اتحاد النرويج (النرويجية)
- بير مارتينسن على موقع قاعدة بيانات كرة القدم.إي يو (الإنجليزية)
- بير مارتينسن على موقع قاعدة بيانات كرة القدم.إي يو (الإنجليزية)
- بير مارتينسن على موقع عالم كرة القدم.نت (الإنجليزية)